# Abu Hamza (Brigadas Al-Quds)
Naji Maher Abu Saïf (10 de abril de 1995 - 18 de marzo de 2025), conocido por el nombre de guerra Abu Hamza (o Abou Hamza), fue un militante palestino que se desempeñó como portavoz de las Brigadas Al-Quds, el brazo armado de la organización Yihad Islámica Palestina, un grupo paramilitar islamista palestino, hasta su muerte en marzo de 2025. Fue una figura destacada en la resistencia contra Israel y fue considerado un objetivo prioritario por las fuerzas israelíes debido a su papel en la guerra psicológica y mediática. 

## Carrera como portavoz
Desde el 29 de agosto de 2014 hasta su fallecimiento en marzo de 2025, Abu Hamza fue el rostro público de las Brigadas Al-Quds. Durante este período, emitió numerosos comunicados y declaraciones, especialmente durante conflictos con Israel, defendiendo la legitimidad de la resistencia armada y articulando las posiciones del grupo en foros internacionales. El 29 de agosto de 2014, Abou Hamza pronunció su primer discurso como nuevo portavoz de las Brigadas Al-Quds.
El 29 de marzo de 2019, declaró en un discurso televisado que si Israel mataba a civiles palestinos que protestaban, entonces «que no espere otra cosa que no sea la guerra», en referencia a una posible intervención de las Brigadas Al-Quds.
Su cuenta de Twitter fue suspendida varias veces debido a sus declaraciones controvertidas.
El 11 de mayo de 2021, tuiteó: 
«Nuestra respuesta ante el ataque a civiles inocentes y el asesinato de nuestros muyahidines y de los muyahidines de la resistencia será severa, y el enemigo debe esperarnos en cualquier momento»
Posteriormente a esto, su cuenta de Twitter @Hamzasaraya1 fue suspendida.

## Muerte

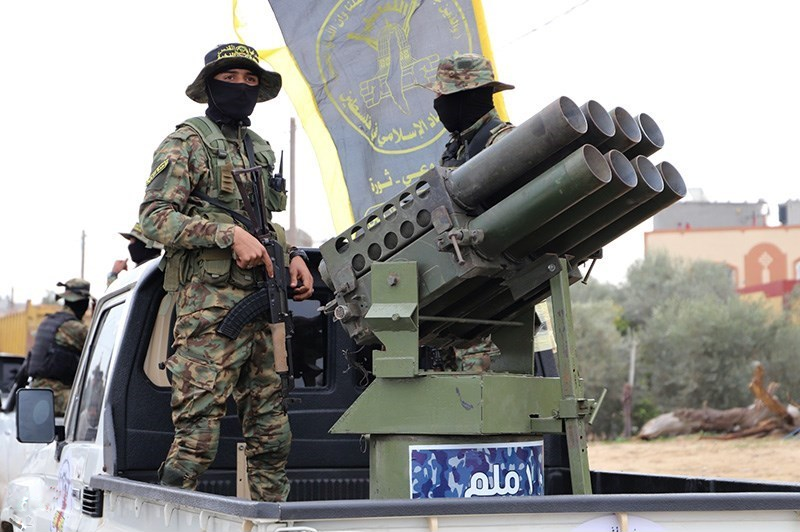
Brigadas Al-Quds.

El 18 de marzo de 2025, coincidiendo con el 17 de Ramadán de 1446 H en el calendario musulmán, las Brigadas Al-Quds anunciaron su muerte en una operación militar. Abu Hamza y su esposa, Shaima Abu Saif, murieron mientras dormían durante un bombardeo nocturno en el contexto de la guerra de Gaza el 18 de marzo de 2025.
La muerte de Abu Hamza representó una pérdida significativa para la Yihad Islámica Palestina, debido a que era una figura clave en la comunicación y propaganda del grupo. Su fallecimiento podría tener implicaciones en la dinámica del conflicto y en la moral de los combatientes.
La Yihad Islámica Palestina declaró al respecto:
«Con gran orgullo y honor, el Movimiento de la Yihad Islámica en Palestina anuncia a nuestro gran pueblo palestino y a las naciones árabes e islámicas el martirio del líder Naji Abu Saif, conocido como Abu Hamza».
Y también:
«Este asesinato traicionero y odioso llevado a cabo por la entidad sionista criminal forma parte de una serie de masacres brutales y sangrientas que han derramado la sangre de cientos de personas inocentes, incluidos niños y mujeres, con el apoyo, aliento y financiación de la administración estadounidense, mientras el mundo permanece en silencio y con cobardía.»